# Giuseppe Bertini (medico)
Giuseppe Maria Saverio Gaspero Bertini (Firenze, 15 settembre 1772 – Firenze, 20 marzo 1845) è stato un medico italiano.

## Biografia
Discendente da una famiglia di medici, nacque a Firenze il 15 settembre 1772 da Anton Francesco e Maria Maddalena de Mari. Fu indirizzato da subito allo studio della medicina, a cui si erano dedicati il padre, lo zio Bernardino e soprattutto il nonno, suo omonimo e autore di importanti testi scientifici. Laureatosi a Pisa nel 1794, il 27 luglio 1796 ottenne dal Collegio Medico Fiorentino la matricola necessaria a esercitare la professione.
Nel 1801 conseguì l’incarico di “Maestro di Turno” del Regio Arcispedale di Santa Maria Nuova di Firenze e, durante l'epidemia di febbre gialla che nel 1804 colpì Livorno, fu inviato nella città labronica dal Consiglio di Reggenza con la qualifica di “medico di Sanità” per affiancare, insieme al dottor Francesco Bruni, il noto epidemiologo Gaetano Palloni.
In riconoscimento per il lavoro svolto con grande professionalità, nel 1805, al suo ritorno a Firenze, gli venne affidata dal Collegio Medico la cattedra di Storia filosofica della Medicina che tenne fino al 1810, anno in cui la dominazione imperiale francese convogliò tutti gli studi toscani nell’Accademia di Pisa Carlo Ghinozzi. La cattedra fu inaugurata il 20 giugno 1807, occasione in cui Bertini pronunciò presso l’anfiteatro anatomico dello Spedale il discorso inaugurale, dato successivamente alle stampe nel 1810. Nell’opera illustra il proprio concetto di docenza della medicina, indicando come doveva essere strutturato l’insegnamento e soprattutto specificando i requisiti necessari alla formazione dei nuovi medici.
Bertini fece parte di importanti società scientifiche come l’Accademia Toscana di Scienze e Lettere “La Colombaria” e l’Accademia dei Georgofili;nel gennaio 1812 fu uno dei fondatori della Società Filoiatrica Fiorentina istituita insieme ad altri autorevoli esponenti del panorama culturale cittadino quali Pietro Betti, Luigi Franchi, Cosimo Lazzerini, Francesco Magnani, Filippo Gallizzioli, Bernardo Ponzoni e Antonio Targioni Tozzetti, figlio di Ottavio e nipote di Giovanni.  Nei decenni successivi si dedicò attivamente alla crescita e allo sviluppo della Società che inizialmente trovò una prima sistemazione presso la sua stessa abitazione in borgo Pinti, successivamente trasferita in alcuni locali dell’Ospedale di Santa Maria Nuova, nel 1922 la Società trovò la sede definitiva presso l’Istituto degli Innocenti. Qui venne traslocata anche la biblioteca che Bertini prima di morire aveva donato alla Società e che ancora oggi è conservata.
Oltre all’attività accademica e culturale, Bertini fu ugualmente molto attivo nella professione medica; nel 1812 ebbe l'incarico di medico con funzione di polizia medica nel Deposito di mendicità del Dipartimento dell'Arno che nel 1815 col ritorno dei Granduchi fu denominato Pia Casa di Lavoro, dove Bertini assunse l'incarico di medico dei poveri vecchi e istituì un fondo di previdenza per le famiglie dei medici caduti in disgrazia.
Negli ultimi anni soffrì di gravi problemi cardiocircolatori e perse quasi del tutto la vista. Questa situazione lo angosciò in modo particolare perché non fu più in grado di dedicarsi agli studi. Dopo lunga sofferenza, morì nella sua città natale nella notte del 20 marzo 1845, a 72 anni, senza lasciare eredi, sebbene nell’ultimo anno si fosse fatto carico dell’educazione e dell’istruzione di Giuseppe Arganini, figlio di una sua nipote. Fu sepolto nella piazzetta del convento dei Cappuccini a Montughi.

## Opere
- Lodi del Dottore Bernardino Ponzoni,Firenze, Guglielmo Piatti, 1812.
- Ragionamento inaugurale per l’apertura della cattedra di Storia filosofica della Medicina, Firenze, Guglielmo Piatti, 1810.

## Archivio personale
Presso la Biblioteca Biomedica dell'Università degli Studi di Firenze è conservato l’archivio Bertini, costituito da 6 faldoni che comprendono prevalentemente carte sciolte di diverso formato e quaderni rilegati, corrispondenza varia, studi di medicina, chirurgia, storia della medicina, scienze, filosofia, letteratura e fisica (cc. 1000 circa); un repertorio di notizie miscellanee in schede disposte parzialmente in ordine alfabetico (notizie tratte dai giornali della prima metà dell'Ottocento, come la "Gazzetta di Firenze", e da libri antichi, cc. 500 circa), appunti di genealogie bibliche, relazioni su casi medici esaminati (cc. 500 circa), indice dei libri posseduti da Giuseppe Bertini divisi per materia, sonetti di vari autori. Le carte sono state inventariate nel 2014 da Maria Caterina Sechi.